# Prefecturas de Grecia
Las prefecturas, también denominadas nomos (en griego νομός, nomós; pl. νομοί, nomí), fueron la principal división administrativa de Grecia entre 1833 y 1836 y de nuevo entre 1845 y 2010, cuando fueron abolidas por el plan Calícrates y sustituidas por las unidades periféricas. Son denominadas departamentos según la norma ISO 3166-2:GR y el Grupo de expertos en nombres geográficos de las Naciones Unidas.
Las prefecturas eran la división administrativa de segundo grado del gobierno local y estaban agrupadas en 13 periferias o (antes de 1987) 10 departamentos geográficos, y a su vez divididas en provincias, municipios y comunidades. Se convirtieron en entes autónomos en 1994, cuando tuvieron lugar las primeras elecciones prefecturales. Anteriormente, los prefectos eran elegidos por el Gobierno. En 2010 su número era de 51 y, al comprender la prefectura de Atenas más un tercio de la población del país, se subdividió en cuatro «divisiones prefecturales» (en griego νομαρχία, pl. νομαρχίες). Además, se crearon tres «superprefecturas» (en griego υπερνομαρχία, pl. υπερνομαρχίες) que controlaban dos o más prefecturas.
Con la entrada en vigor del plan Calícrates el 1 de enero de 2011, las prefecturas se abolieron. Muchas, especialmente las del continente, mantuvieron la misma extensión al ser convertidas en unidades periféricas (en griego περιφερειακή ενότητα, pl. περιφερειακές ενότητες), y se mantuvieron dentro de las mismas periferias, a las que se traspasaron buena parte de los poderes de las antiguas prefecturas.

## Prefecturas existentes en el momento de su abolición
| 1. Ática 2. Eubea 3. Euritania 4. Fócida 5. Ftiótide 6. Beocia 7. Calcídica 8. Emacia 9. Kilkís 10. Pella 11. Piería 12. Serrai 13. Tesalónica 14. La Canea 15. Heraclión 16. Lasithi 17. Rétino 18. Dráma 19. Evros 20. Kavala 21. Ródope 22. Xánthi 23. Arta 24. Ioánina 25. Préveza 26. Tesprotia | 1. Corfú 2. Cefalonia 3. Léucade 4. Zante 5. Quíos 6. Lesbos 7. Samos 8. Arcadia 9. Argólida 10. Corintia 11. Laconia 12. Mesenia 13. Cícladas 14. Dodecaneso 15. Karditsa 16. Larisa 17. Magnesia 18. Tríkala 19. Acaya 20. Etolia-Acarnania 21. Élide 22. Florina 23. Grevená 24. Kastoriá 25. Kozani a. Monte Athos |  |

La periferia de Ática consistía en las siguientes prefecturas:
1. Atenas
2. Ática Oriental
3. El Pireo
4. Ática Occidental